# Constância (freguesia)
Constância es una freguesia portuguesa del municipio de Constância, con 8,76 km² de área y 880 habitantes (2001). Densidad: 100,4 hab/km².

## Patrimonio
- Pelourinho de Constância
- Ponte de Santo Antoninho
- Casa de Camões o Casa dos Arcos
- Iglesia da Misericórdia de Constância
- Iglesia Matriz de Constância o Iglesia de Nossa Senhora dos Mártires
- Iglesia de São Julião (Constância)

- Datos: Q1809777